# Ramón de Abadal y de Vinyals
Ramón de Abadal y de Vinyals (en catalán: Ramon d'Abadal i de Vinyals) (Vich, 1 de octubre de 1888-Barcelona, 17 de enero de 1970), fue un historiador y jurisconsulto español.

## Biografía
Se licenció en Derecho en la Universidad de Barcelona y se doctoró en Madrid, ampliando estudios de historia en París, en la Ecole de Chartes, gracias a una beca de la Junta para Ampliación de Estudios e Investigaciones Científicas (JAE). Se implicó en la política al afiliarse a la Liga Regionalista, de la que fue diputado por Vich (1917-1921). Colaboró en el proyecto de Estatuto de Cataluña, y trabajó en el Consejo de Pedagogía y en la Escuela de Agricultura, dependientes de la Mancomunidad de Cataluña. Pese a su adhesión a la Acció Catalana, volvió a la Liga cuando se produjo el advenimiento de la República. Fue director de La Veu de Catalunya y creó El Instante.
Fue diputado por la Liga Regionalista de Cataluña y miembro del Instituto de Estudios Catalanes de la Real Academia de las Buenas Letras de Barcelona y de la Real Academia de la Historia. Sobrino de Ramón de Abadal y Calderó, también abogado y diputado. Efectuó estudios de historia en París. Especialista de la época carolingia, sus obras más importantes en lengua catalana son: Cataluña carolingia (I, 1926-52; II, 1955), suspendida con su muerte; Los primeros condes catalanes (1958) y De los visigodos a los catalanes (I, 1968; II; 1970), que incluía, entre otros, trabajos publicados anteriormente.
Después de la guerra civil española (1936–1939), formó parte del consejo privado de D. Juan de Borbón. 
Fue miembro del Instituto de Estudios Catalanes y de la Real Academia de las Buenas Letras de Barcelona, que presidió. Fue vicepresidente de la Asociación Española de Ciencias Históricas y miembro de la Real Academia de la Historia. 

Tras su fallecimiento, José María Lacarra pasaba a ocupar su plaza de la Real Academia de la Historia. En cuyo discurso de ingreso, evocó su figura y su magisterio afirmando «que, en los años que siguieron a la guerra, fue él quien más me aleccionó con sus publicaciones, sus conversaciones y su correspondencia.» Afirmaba Lacarra sobre sus aportaciones al campo de la historia de Cataluña medieval que su obra «suponía toda una renovación de los métodos históricos y afectaba al concepto mismo de la historia.» Finalmente, Lacarra, conocedor del compromiso social, político e intelectual del tiempo que le tocó vivir a Abadal, citaba sus palabras sobre la tarear de historiar:
«Los historiadores somos hombres que vivimos en el ambiente de nuestro tiempo, que nos apasionamos con sus sentimientos y sus ideologías, que respiramos su tono cultural; pretender, contra esto, una asepsia absoluta, y con ella la obtención de la suspirada objetividad perfecta, es un mito. La historiografía tendrá como finalidad última obtener esta objetividad, podrá acercarse a ella cada vez más, pero nunca llegará a conseguirla; siempre en toda producción historiográfica habrá una parte de la persona del historiador. No tan sólo de su pasión, sino de su contexto espiritual actual.»

## Obra
Sus trabajos como historiador se centraron en el período condal catalán y sus antecedentes. En el año 1913 publicó, junto con Ferran Valls i Taberner, los Usatges. En el año 1914 terminó la tesis sobre Les Partides a Catalunya. Aparte su producción inicial sobre la historia del derecho, sus obras más importantes fueron escritas y publicadas a partir de 1939:
- La batalla del adopcionismo (1949);
- El paso de la Septimania del dominio godo al franco (1953);
- La expedición de Carlomagno a Zaragoza (1956);
- Els primers comtes catalans (1958);
- Del reino de Tolosa al reino de Toledo (1960);
- Els preceptes antics a la història de Catalunya (1967);
- con el título general de Dels visigots als catalans, publicó La Hispània Visigòtica i la Catalunya independent (1970).

Su obra más importante fue Catalunya carolingia, de la que se editaron: Els diplomes carolingis a Catalunya (1926-1952), y Els comtats de Pallars i Ribagorça (1955), y dejó en preparación para su edición: El domini carolingi a Catalunya (1971).